# Giovanni Amendola
Giovanni Amendola (Nàpols, 15 d'abril de 1882, Canes, 7 d'abril de 1926) va ser un periodista i polític italià, que destacà per la seva oposició al feixisme. Morí a causa d'una pallissa que li van propinar.
Després d'obtenir una llicenciatura en filosofia, col·laborà en alguns diaris, entre els quals destaquen «Il Leonardo» de Giovanni Papini i «La voce» de Giuseppe Prezzolini. Posteriorment va obtenir la càtedra de Filosofia teòrica a la Universitat de Pisa.
Va ser elegit tres cops representant per la circumscripció de Salern a la Cambra de Diputats d'Itàlia. A la dècada de 1910 recolzà el moviment liberal italià, tot i estar totalment en contra de la ideologia de Giovanni Giolitti. Durant la Primera Guerra Mundial adoptà una posició democràtica irredemptista i, al final de la guerra, va ser nomenat Ministre de les Colònies del govern de Francesco Saverio Nitti.
El seu compromís crític enfront a l'extremisme de dretes li costà diverses intimidacions i agressions per part de sicaris feixistes. El 1924 es negà a adherir-se a la Lista Nazionale, llista electoral creada per Mussolini, i intentà aconseguir la presidència del govern italià, encapçalant una coalició liberal que va presentar a les eleccions. Va ser derrotat, però continuà la lluita escrivint columnes a «Il Mondo», un nou diari que va fundar amb altres intel·lectuals.
És especialment conegut per la publicació en un dels seus diaris del "testimoni Rossi", durant l'apogeu de la "Crisi Matteotti". El document implicava directament a Mussolini en l'assassinat de Giacomo Matteotti, el líder del Partit Socialista Unit, el 10 de juliol de 1924, així com l'acusació que el líder feixista estava darrere del règim de terror que va dur a les eleccions generals de 1924, celebrades el 6 d'abril.
Amendola va ser una de les primeres víctimes del règim feixista, juntament amb el socialista Giacomo Matteotti i el popular sacerdot Giovanni Minzoni. Morí a Canes a conseqüència d'una violenta pallissa que li van donar els camises negres. Després de la seva mort els feixistes van destrossar la seva casa.
S'havia casat amb Eva Kuhn i havien tingut un fill, Giorgio Amendola, que després seria un important escriptor i polític comunista.

## Publicacions
- «Il convegno nazionalista», La Voce, 1 de desembre de 1910
- In difesa dell'Italia liberale - Scritti e discorsi politici (1910-1925)
- La crisi dello stato liberale - Scritti politici dalla guerra di Libia all'opposizione al fascismo (1974)
- L'Aventino contro il fascismo. Scritti politici (1924-1926) (1976)